# Positivity
Positivity is een internationaal, aan collegiale toetsing onderworpen wetenschappelijk tijdschrift op het gebied van de wiskunde. Het wordt uitgegeven door Springer Science+Business Media en verschijnt 4 keer per jaar. Het eerste nummer verscheen in 1997.